# كيث جريتزكي
كيث جريتزكي هو لاعب هوكي الجليد كندي، ولد في 16 فبراير 1967 في برانتفورد في كندا.

## وصلات خارجية
- كيث جريتزكي على موقع دوري الهوكي الوطني (الإنجليزية)
- كيث جريتزكي على موقع EliteProspects.com (الإنجليزية)
- كيث جريتزكي على موقع Eurohockey.com (الإنجليزية)
- كيث جريتزكي على موقع HockeyDB.com (الإنجليزية)